# Stefan Raetz
Stefan Raetz (* 24. Februar 1959 in Flensburg) ist ein Kommunalbeamter (CDU) und war von 1999 bis 2020 hauptamtlicher Bürgermeister der Stadt Rheinbach im Rhein-Sieg-Kreis in Nordrhein-Westfalen.

## Leben
Nach dem Abitur und Dienst als Zeitsoldat bei der Bundesmarine studierte Raetz ab 1981 an der Uni Bonn Rechtswissenschaften. Das Studium schloss er am 5. März 1988 mit dem Ersten Juristischen Staatsexamen ab. Seine Referendarzeit absolvierte er im juristischen Vorbereitungsdienst des Landes Nordrhein-Westfalen. Danach studierte er an der Deutschen Universität für Verwaltungswissenschaften Speyer. Daran schloss sich das zweite juristische Staatsexamen am 15. Oktober 1991 an. Bis zum 30. Juni 1994 war Raetz Leiter des Rechtsamtes sowie des Haupt- und Personalamtes in Luckenwalde. Dort war er auch erster Stellvertreter des Bürgermeisters. Am 1. Juli 1994 wurde Stefan Raetz zum Ersten Beigeordneten in Rheinbach gewählt und  war dort zuständig für das Planungs-, Schul-, Kultur-, Sport- und Sozialamt.
Bei der Kommunalwahl 1999 wurde er mit 55,6 % der abgegebenen Stimmen zum Bürgermeister gewählt. Das Amt trat er am 1. Oktober 1999 an. 2004 erhielt er 63,4 % der Stimmen, 2009 sogar 71,2 % und 2014 insgesamt 64,09 %. Zur Wahl am 13. September 2020 trat Raetz nicht wieder an, zu seinem Nachfolger wurde Ludger Banken gewählt.
Am 9. März 2000 wurde Raetz  Mitglied des Rechts-, Verfassungs-, Personal und Organisationsausschusses des Städte- und Gemeindebund Nordrhein-Westfalen, dessen stellvertretender Vorsitzender er von 2005 bis 2010 war. Seit dem  6. April 2005 ist er dort Präsidiumsmitglied. Am  2. Juni 2010 wurde er zum Vorsitzenden des Ausschusses für Städtebau, Bauwesen und Landesplanung des Städte- und Gemeindebundes NRW gewählt.
Raetz ist verheiratet und hat einen Sohn.

## Ehrungen
- Verleihung der Ehrenbürgerschaft der Stadt Rheinbach am 31. Oktober 2023